# Miloslav Pospíšil (lední hokejista)
Miloslav Pospíšil (4. prosince 1926 – 16. července 2000) byl československý hokejový útočník.

## Hráčská kariéra
V nejvyšší soutěži hrál za tři pražské kluby, se dvěma získal mistrovský titul. Posledním byl tým TJ Spartak Praha Sokolovo, kde strávil celkem 4 sezóny (1952-1955, 1956-1957) a vstřelil 45 gólů. V mistrovské sezóně 1953/1954 byl členem nově sestavené první pětky ve složení Gut - Ujčík - Hanzl - Zábrodský - Pospíšil.
Za reprezentační tým hrál poprvé 12. února 1952. V roce 1954 se zúčastnil Mistrovství světa ve švédském Stockholmu, kde se tým umístil na čtvrtém místě. Byla to jeho jediná účast na MS. Poslední zápas za reprezentaci odehrál 3. leden 1957. V reprezentaci odehrál celkem 12 zápasů a vstřelil 4 góly.